# Llista d'asteroides/169401-169500
| Nom      | Designació provisional | Data de descobriment   | Lloc de descobriment | Descobridor/s  |
| -------- | ---------------------- | ---------------------- | -------------------- | -------------- |
| 169401 - | 2001 WS37              | 17 de novembre de 2001 | Socorro              | LINEAR         |
| 169402 - | 2001 WE67              | 20 de novembre de 2001 | Socorro              | LINEAR         |
| 169403 - | 2001 WY89              | 21 de novembre de 2001 | Socorro              | LINEAR         |
| 169404 - | 2001 XF15              | 10 de desembre de 2001 | Socorro              | LINEAR         |
| 169405 - | 2001 XK39              | 9 de desembre de 2001  | Socorro              | LINEAR         |
| 169406 - | 2001 XR41              | 9 de desembre de 2001  | Socorro              | LINEAR         |
| 169407 - | 2001 XC50              | 10 de desembre de 2001 | Socorro              | LINEAR         |
| 169408 - | 2001 XP106             | 10 de desembre de 2001 | Socorro              | LINEAR         |
| 169409 - | 2001 XL109             | 11 de desembre de 2001 | Socorro              | LINEAR         |
| 169410 - | 2001 XD120             | 14 de desembre de 2001 | Socorro              | LINEAR         |
| 169411 - | 2001 XS129             | 14 de desembre de 2001 | Socorro              | LINEAR         |
| 169412 - | 2001 XH172             | 14 de desembre de 2001 | Socorro              | LINEAR         |
| 169413 - | 2001 XU187             | 14 de desembre de 2001 | Socorro              | LINEAR         |
| 169414 - | 2001 XW189             | 14 de desembre de 2001 | Socorro              | LINEAR         |
| 169415 - | 2001 XM200             | 15 de desembre de 2001 | Socorro              | LINEAR         |
| 169416 - | 2001 XM201             | 14 de desembre de 2001 | Bergisch Gladbach    | W. Bickel      |
| 169417 - | 2001 XZ207             | 11 de desembre de 2001 | Socorro              | LINEAR         |
| 169418 - | 2001 XF208             | 11 de desembre de 2001 | Socorro              | LINEAR         |
| 169419 - | 2001 XV228             | 15 de desembre de 2001 | Socorro              | LINEAR         |
| 169420 - | 2001 XR243             | 14 de desembre de 2001 | Socorro              | LINEAR         |
| 169421 - | 2001 XZ251             | 14 de desembre de 2001 | Socorro              | LINEAR         |
| 169422 - | 2001 XV258             | 8 de desembre de 2001  | Anderson Mesa        | LONEOS         |
| 169423 - | 2001 YV11              | 18 de desembre de 2001 | Socorro              | LINEAR         |
| 169424 - | 2001 YB25              | 18 de desembre de 2001 | Socorro              | LINEAR         |
| 169425 - | 2001 YA54              | 18 de desembre de 2001 | Socorro              | LINEAR         |
| 169426 - | 2001 YB73              | 18 de desembre de 2001 | Socorro              | LINEAR         |
| 169427 - | 2001 YP103             | 17 de desembre de 2001 | Socorro              | LINEAR         |
| 169428 - | 2001 YL127             | 17 de desembre de 2001 | Socorro              | LINEAR         |
| 169429 - | 2001 YP149             | 19 de desembre de 2001 | Palomar              | NEAT           |
| 169430 - | 2002 AH5               | 9 de gener de 2002     | Oizumi               | T. Kobayashi   |
| 169431 - | 2002 AK26              | 11 de gener de 2002    | Kitt Peak            | Spacewatch     |
| 169432 - | 2002 AM30              | 9 de gener de 2002     | Socorro              | LINEAR         |
| 169433 - | 2002 AY42              | 9 de gener de 2002     | Socorro              | LINEAR         |
| 169434 - | 2002 AE47              | 9 de gener de 2002     | Socorro              | LINEAR         |
| 169435 - | 2002 AF52              | 9 de gener de 2002     | Socorro              | LINEAR         |
| 169436 - | 2002 AM62              | 11 de gener de 2002    | Socorro              | LINEAR         |
| 169437 - | 2002 AR66              | 12 de gener de 2002    | Socorro              | LINEAR         |
| 169438 - | 2002 AA97              | 8 de gener de 2002     | Socorro              | LINEAR         |
| 169439 - | 2002 AP105             | 9 de gener de 2002     | Socorro              | LINEAR         |
| 169440 - | 2002 AZ127             | 13 de gener de 2002    | Socorro              | LINEAR         |
| 169441 - | 2002 AR131             | 8 de gener de 2002     | Socorro              | LINEAR         |
| 169442 - | 2002 AT152             | 14 de gener de 2002    | Socorro              | LINEAR         |
| 169443 - | 2002 AO156             | 13 de gener de 2002    | Socorro              | LINEAR         |
| 169444 - | 2002 AC157             | 13 de gener de 2002    | Socorro              | LINEAR         |
| 169445 - | 2002 AG173             | 14 de gener de 2002    | Socorro              | LINEAR         |
| 169446 - | 2002 AA193             | 12 de gener de 2002    | Palomar              | NEAT           |
| 169447 - | 2002 BW                | 21 de gener de 2002    | Palomar              | NEAT           |
| 169448 - | 2002 BY11              | 19 de gener de 2002    | Socorro              | LINEAR         |
| 169449 - | 2002 BX15              | 19 de gener de 2002    | Socorro              | LINEAR         |
| 169450 - | 2002 BU16              | 19 de gener de 2002    | Socorro              | LINEAR         |
| 169451 - | 2002 BF22              | 21 de gener de 2002    | Socorro              | LINEAR         |
| 169452 - | 2002 CD6               | 4 de febrer de 2002    | Haleakala            | NEAT           |
| 169453 - | 2002 CY7               | 4 de febrer de 2002    | Palomar              | NEAT           |
| 169454 - | 2002 CY10              | 6 de febrer de 2002    | Socorro              | LINEAR         |
| 169455 - | 2002 CB14              | 8 de febrer de 2002    | Desert Eagle         | W. K. Y. Yeung |
| 169456 - | 2002 CZ21              | 5 de febrer de 2002    | Palomar              | NEAT           |
| 169457 - | 2002 CN33              | 6 de febrer de 2002    | Socorro              | LINEAR         |
| 169458 - | 2002 CU36              | 7 de febrer de 2002    | Socorro              | LINEAR         |
| 169459 - | 2002 CP43              | 7 de febrer de 2002    | Socorro              | LINEAR         |
| 169460 - | 2002 CD48              | 3 de febrer de 2002    | Haleakala            | NEAT           |
| 169461 - | 2002 CX57              | 8 de febrer de 2002    | Socorro              | LINEAR         |
| 169462 - | 2002 CN59              | 12 de febrer de 2002   | Desert Eagle         | W. K. Y. Yeung |
| 169463 - | 2002 CZ60              | 6 de febrer de 2002    | Socorro              | LINEAR         |
| 169464 - | 2002 CK66              | 7 de febrer de 2002    | Socorro              | LINEAR         |
| 169465 - | 2002 CB69              | 7 de febrer de 2002    | Socorro              | LINEAR         |
| 169466 - | 2002 CE70              | 7 de febrer de 2002    | Socorro              | LINEAR         |
| 169467 - | 2002 CT73              | 7 de febrer de 2002    | Socorro              | LINEAR         |
| 169468 - | 2002 CD83              | 7 de febrer de 2002    | Socorro              | LINEAR         |
| 169469 - | 2002 CM84              | 7 de febrer de 2002    | Socorro              | LINEAR         |
| 169470 - | 2002 CJ91              | 7 de febrer de 2002    | Socorro              | LINEAR         |
| 169471 - | 2002 CS94              | 7 de febrer de 2002    | Socorro              | LINEAR         |
| 169472 - | 2002 CN98              | 7 de febrer de 2002    | Socorro              | LINEAR         |
| 169473 - | 2002 CH101             | 7 de febrer de 2002    | Socorro              | LINEAR         |
| 169474 - | 2002 CK107             | 7 de febrer de 2002    | Socorro              | LINEAR         |
| 169475 - | 2002 CZ114             | 8 de febrer de 2002    | Socorro              | LINEAR         |
| 169476 - | 2002 CC115             | 9 de febrer de 2002    | Socorro              | LINEAR         |
| 169477 - | 2002 CM121             | 7 de febrer de 2002    | Socorro              | LINEAR         |
| 169478 - | 2002 CS128             | 7 de febrer de 2002    | Socorro              | LINEAR         |
| 169479 - | 2002 CB134             | 7 de febrer de 2002    | Socorro              | LINEAR         |
| 169480 - | 2002 CX137             | 8 de febrer de 2002    | Socorro              | LINEAR         |
| 169481 - | 2002 CC138             | 8 de febrer de 2002    | Socorro              | LINEAR         |
| 169482 - | 2002 CL144             | 9 de febrer de 2002    | Socorro              | LINEAR         |
| 169483 - | 2002 CL146             | 9 de febrer de 2002    | Socorro              | LINEAR         |
| 169484 - | 2002 CL148             | 10 de febrer de 2002   | Socorro              | LINEAR         |
| 169485 - | 2002 CS159             | 7 de febrer de 2002    | Socorro              | LINEAR         |
| 169486 - | 2002 CU167             | 8 de febrer de 2002    | Socorro              | LINEAR         |
| 169487 - | 2002 CH168             | 8 de febrer de 2002    | Socorro              | LINEAR         |
| 169488 - | 2002 CS168             | 8 de febrer de 2002    | Socorro              | LINEAR         |
| 169489 - | 2002 CJ169             | 8 de febrer de 2002    | Socorro              | LINEAR         |
| 169490 - | 2002 CT179             | 10 de febrer de 2002   | Socorro              | LINEAR         |
| 169491 - | 2002 CV190             | 10 de febrer de 2002   | Socorro              | LINEAR         |
| 169492 - | 2002 CV192             | 10 de febrer de 2002   | Socorro              | LINEAR         |
| 169493 - | 2002 CU197             | 10 de febrer de 2002   | Socorro              | LINEAR         |
| 169494 - | 2002 CQ209             | 10 de febrer de 2002   | Socorro              | LINEAR         |
| 169495 - | 2002 CS212             | 10 de febrer de 2002   | Socorro              | LINEAR         |
| 169496 - | 2002 CX214             | 10 de febrer de 2002   | Socorro              | LINEAR         |
| 169497 - | 2002 CM215             | 10 de febrer de 2002   | Socorro              | LINEAR         |
| 169498 - | 2002 CC216             | 10 de febrer de 2002   | Socorro              | LINEAR         |
| 169499 - | 2002 CP216             | 10 de febrer de 2002   | Socorro              | LINEAR         |
| 169500 - | 2002 CD217             | 10 de febrer de 2002   | Socorro              | LINEAR         |